# François de Clugny (1637-1694)
Ne pas confondre avec François de Clugny (1728-1814).
François de Clugny, né le 4 septembre 1637 à Aigues-Mortes et mort le 21 octobre 1694 à Dijon, est un théologien français.

## Biographie
François de Clugny naît le 4 septembre 1637 à Aiguës-Mortes. Il entre dans la Congrégation de l'Oratoire à l'âge de quatorze ans, et est ordonné prêtre à Pâques en 1662. Frappé d'une cécité presque complète, il recouvre la vue au bout de quelque temps, de manière à pouvoir, quoique avec peine, lire et écrire. Forcé de renoncer à l'enseignement, il se livre à la prédication, et publie des livres de piété.
François de Clugny meurt le 21 octobre 1694 à Dijon.

## Publications
- Catéchisme de la dévotion, 1681[2]
- La dévotion des pécheurs, par un pécheur, Lyon, 1685, in-12 ibid., 1701, in-12[1],[2]
- le Manuel des pécheurs, Dijon, 1687, in-12; Lyon, 1696, in-12; ibid., 1713, in-12[1]
- de l'Oraison des pecheurs, Lyon, 1689, in-12; ibid., 1701, in-12[1]
- Sujets d'oraison pour les pécheurs, tirés des épîtres et des évangiles de l'année, Lyon, 1695 et 1696, 4 vol. in-12[1]
- Sujets d'oraison pour les pécheurs sur tous les mystères de notre Seigneur Jésus-Christ, Lyon, 1696, in-12; cet ouvrage est la suite du précédent[1]
- Sujets d'oraison pour les pécheurs sur les saints et les saintes les plus remarquables, dont on fait les fêtes durant le cours de l'année, ou qui ont excellé dans la vertu de pénitence, Lyon, 1696, 2 vol. in-12[1].